# فیلیپ لوفور
فیلیپ لوفور (فرانسوی: Philippe Lefebvre‎؛ زادهٔ ۱۷ دسامبر ۱۹۶۸) بازیگر، کارگردان فیلم و فیلم‌نامه‌نویس اهل فرانسه است.
از فیلم‌ها یا برنامه‌های تلویزیونی که وی در آن نقش داشته‌است می‌توان به نارکو، او. اس. اس ۱۱۷، به هیچ‌کس نگو و در میان موج‌ها اشاره کرد.